# 취리히 수목원
취리히 수목원(독일어: Arboretum Zürich)은 스위스의 식물원, 공원과 수목원이다. 정원은 취리히에 있는 일련의 호숫가인 이른바 호수 부두(Quaianlagen)의 일부이다. 이 지역에는 또한 호수 사우나가 있는 공중목욕탕인 리도와 독특한 조류 요양소인 조류보호센터(Vogelpflegestation)가 있는 볼리에 취리히(Voliere Zürich)가 있다.

## 위치
수목원은 취리히 엥게에 위치해 있으며, 현재 취리히시의 한 구역이며, 취리히 호수 주변은 아르놀트 뷔르클리가 시작한 이른바 호수 부두의 일부이다. 공원은 낮은 호숫가 산책로와 엥게 항구 지역에서 귀상 장군 콰이와 미텐콰이(Mythenquai) 도로로 구분된다.
취리히 트램 노선 5와 렌테난슈탈트(Rentenanstalt) 정류장에서 VBZ 버스 노선 161과 165를 통해 대중교통을 이용할 수 있다.

## 역사
수목원은 1887년에 개장한 유서 깊은 호수 부두(독일어: Quaianlagen)의 중요한 부분이다. 부두는 현대 취리히의 발전에 중요한 이정표이다. 리마트강과 질강의 중세의 작은 마을에서 취리히호 호숫가의 매력적인 현대 도시로 변모했다.

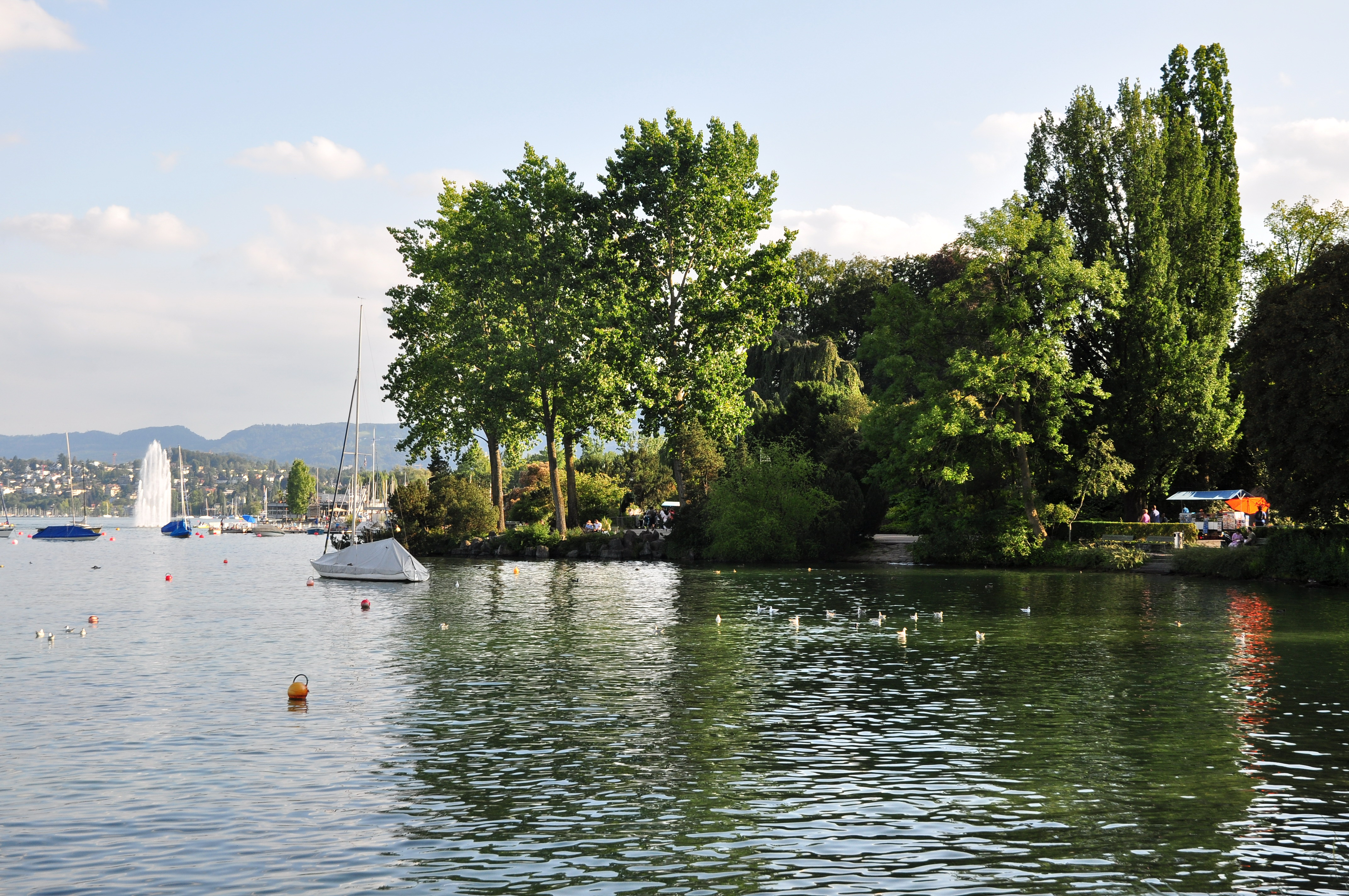
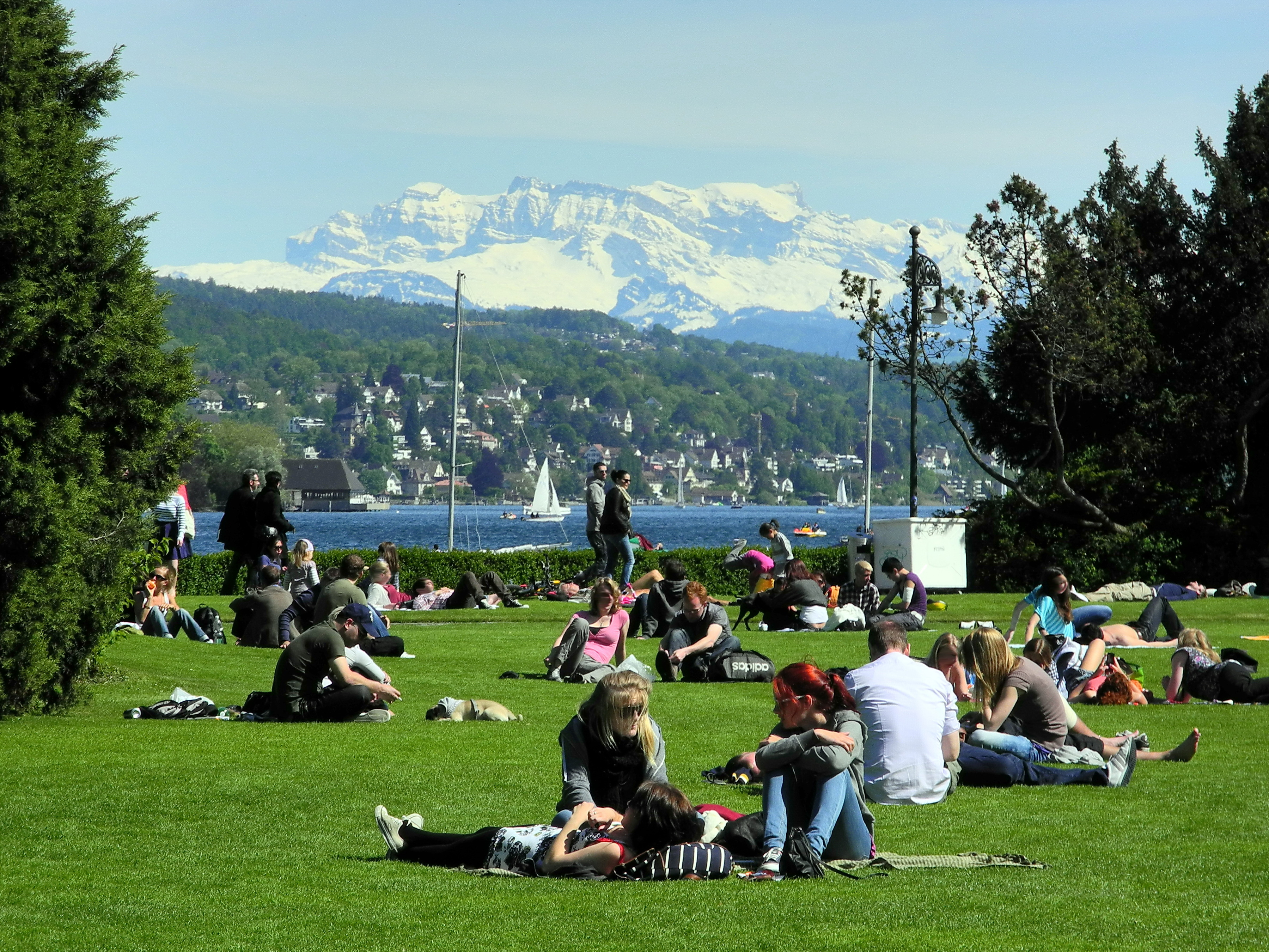
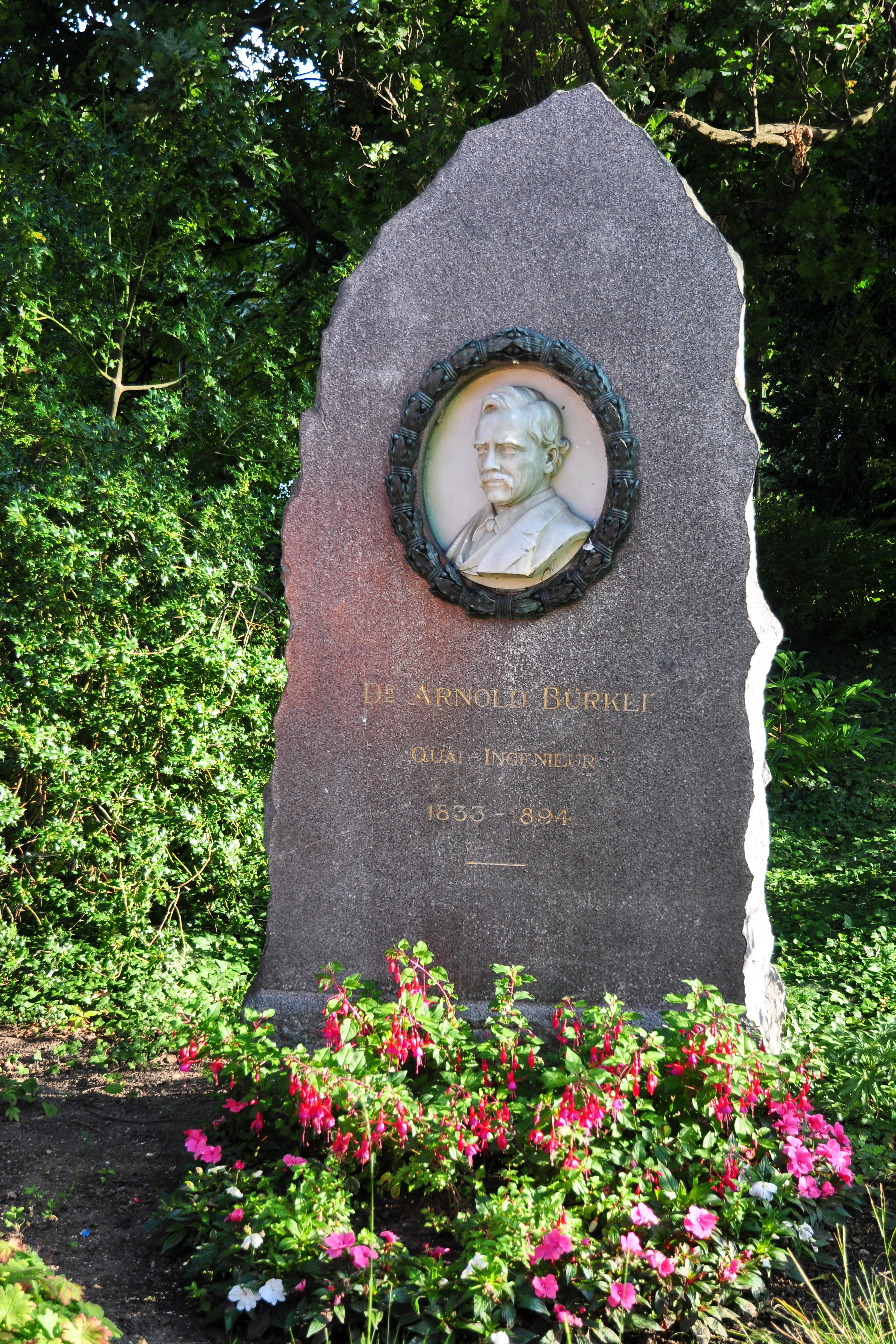
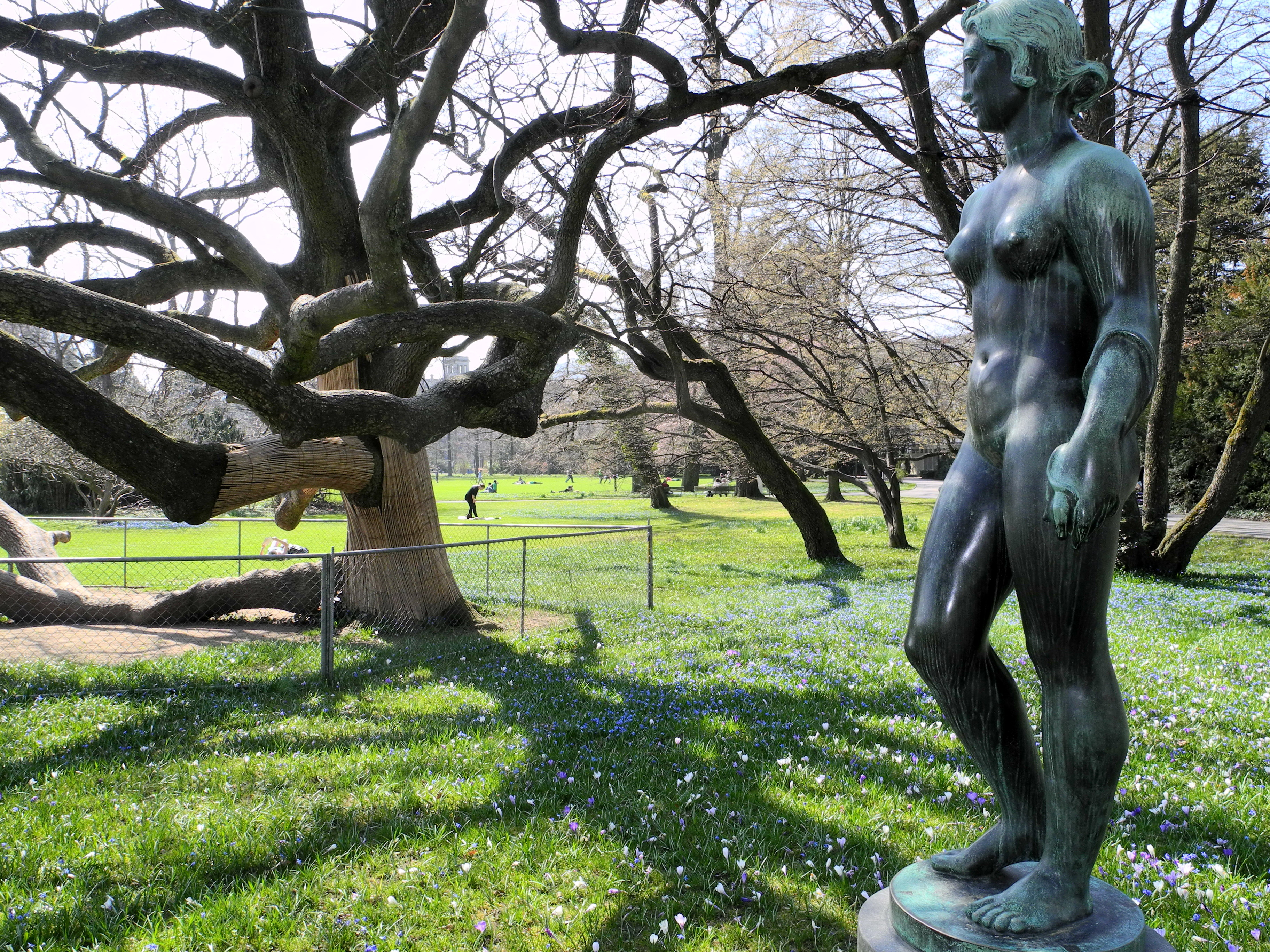
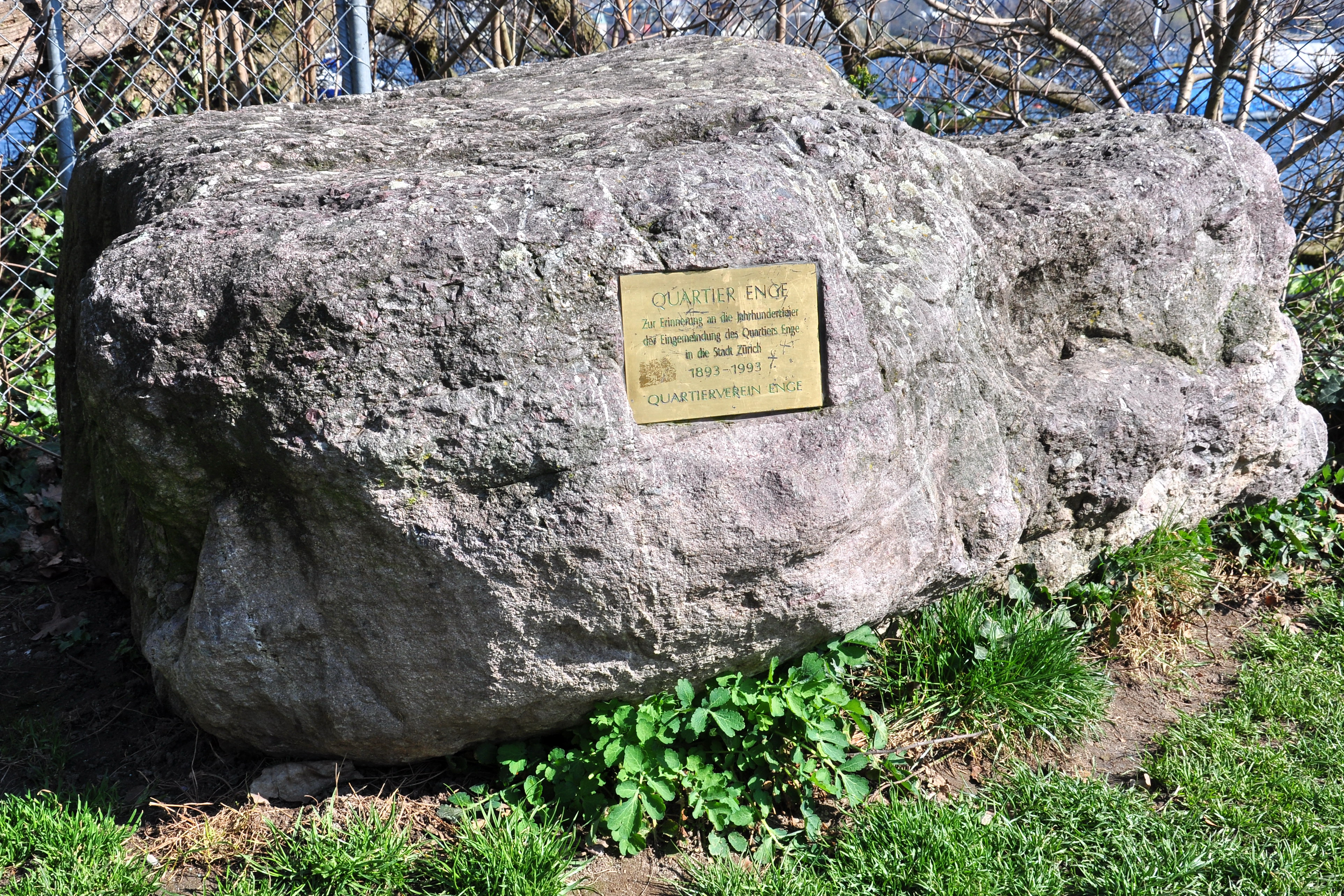

수목원은 당시의 공공 정원 양식에 따라 조성되었다. 원래는 경작을 하고, 시설을 잘 갖추거나, 그렇지 않으면 전통적인 공원으로 만들 계획이었다. 건설 작업이 시작되기 직전에 식물학자와 지질학 교수 그룹은 과학적 측면을 충분히 고려하여 공원 개념을 풍부하게 하자는 제안을 했다. 이국적인 식물이 있는 나무 수집품, 암석 수집품, 공원에서 바라보는 글라루스 알프스의 전경을 조망할 수 있는 고산 파노라마는 시민들에게 일요일 산책에 대한 교육을 제공해야 한다. 산하 수목원 조성조경가 에바리스테 머텐스(Evariste Mertens)와 오토 프뢰벨(Otto Froebel), 식물학 교수 카를 슈뢰터(Carl Schröter)로 구성된 전문가 그룹이 새 공원에서 과학과 아름다움을 소통했다. 1886년에 공장 설계 작업이 시작되었고, 오토 프뢰벨은 그의 전문가 그룹 동료 에바리스테 머텐스와 협력했다. 그들은 영리하게 호수의 신선한 지형에다가 정원을 깐 스타일로 공원을 모델링하고, 그림 같은 나무 그룹화에 성공했다. 과학적 개념은 암석 컬렉션과 취리히의 첫 번째 고산 파노라마로 마무리된다. 호숫가에 있는 이른바 차이나 그룹의 나무들이 1인용 벙커 3개를 숨기고 있다. 낮은 호수 분지를 ‘보호’하기 위해 1942년에 건설되었다. 1992년 이래로 벙커는 주에서 보호되고 있다. 수목원은 대부분 원래의 구성으로 얻었지만, 1980년대에, 재배에서 원래의 과학적 개념을 계속하는 것이 시급한 과제가 되었다. 그러나 더 큰 그룹의 나무들은 대체되어야 했고, 새로운 나무들은 기존의 식재 개념으로 통합되어야 했다. 1985년 원구상에 따른 공원 정비 발전의 기반이 도입되었다. 오늘날 그것은 식물원보다 지역 주민들이 더 많은 공공 공원으로 사용한다.

## 컬렉션과 구조
오늘날 수목원에는 성숙한 아름다움을 뽑내는 많은 나무가 있다. 나무는 100년이 넘는 기간 동안 엄청나게 자랐다. 많은 나무 그룹이 최대값에 도달했으며, 다른 그룹은 이미 갱신되었다. 다가오는 수십 년의 도전은 과거의 과학적 개념을 나무 수집에 새롭게 하는 것이며, 미래 세대에게도 진정한 식물 수집의 세련된 풍부함을 제공하는 것이다. 수목원은 정원을 보존한다는 차원에서 1985년 이후 취리히 최초의 역사적인 공원 시스템으로 유지되고 있다.

### 슈뢰터 교수의 구획
슈뢰터 교수의 개념에 따라 수목 컬렉션은 세 부분으로 나뉜다.
가장 큰 부분은 세계의 다른 지역에서 자라는 9개의 구간과 나무 그룹으로 구성된다. 19세기 초반에 나무의 선택은 틀에 박히지 않았다. 그중에서 남부 스위스, 알프스산맥, 쥐라산맥, [[지중해] 및 중동, 미국 남부 및 동부 주, 캘리포니아, 캐나다, 일본 그리고 중국에서 가져왔다.
두 번째 구획에는 4개의 체계적인 꽃 구역과 같은 식물과의 나무가 포함된다. 그중에는 느릅나무, 단풍나무, 물푸레나무와 너도밤나무가 있다.
작은 호숫가 언덕에 위치한 세 번째 구획에는 제3기 식물군, 즉 알프스산맥에서 자란 식물로만 구성된다. 이 나무들은 스칸디나비아에서 유럽 남부 지역으로 퍼진 식물을 포함하여, 후기 최대 빙하기 이전에 중부 유럽이 원산지였다.

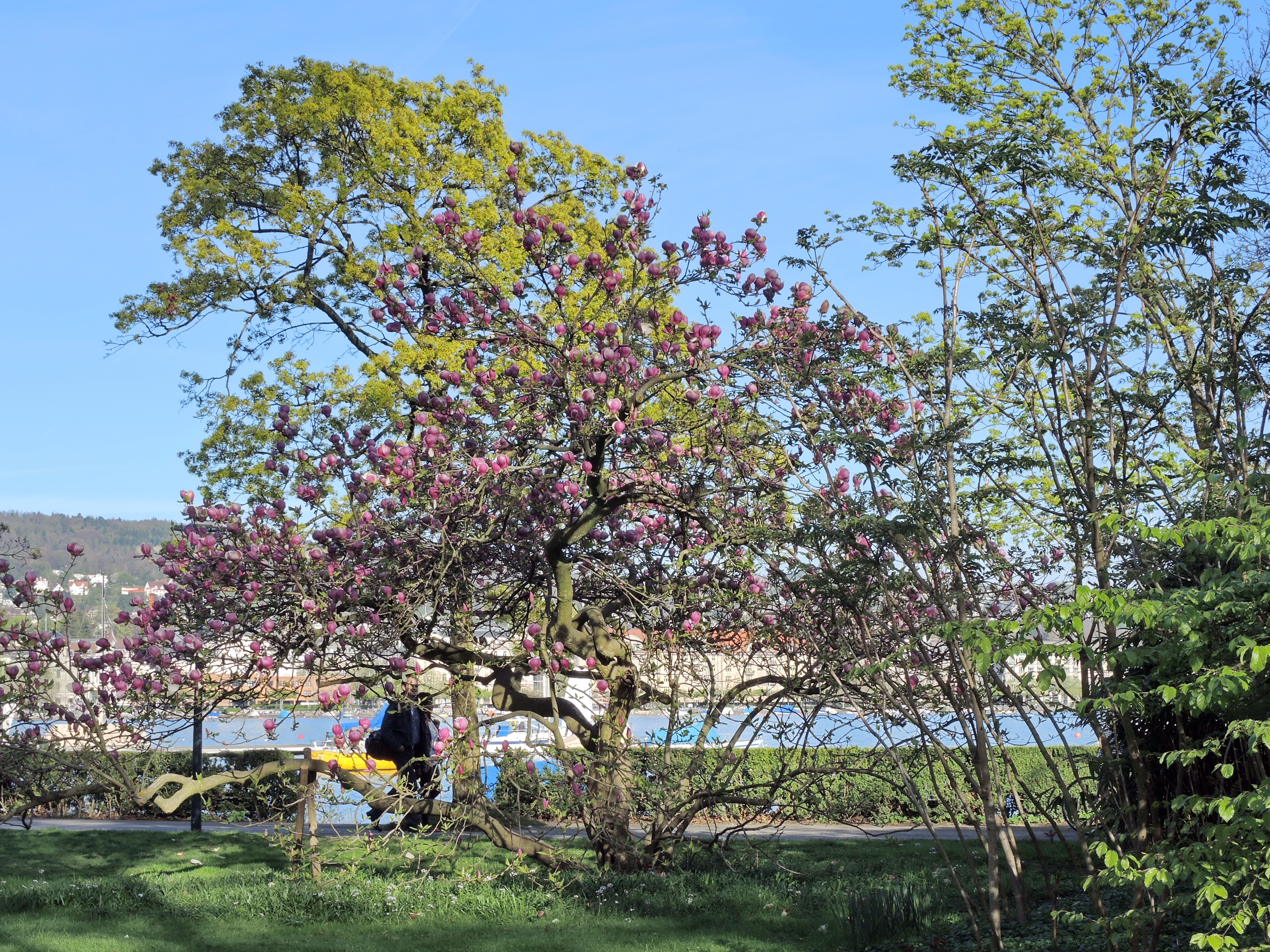
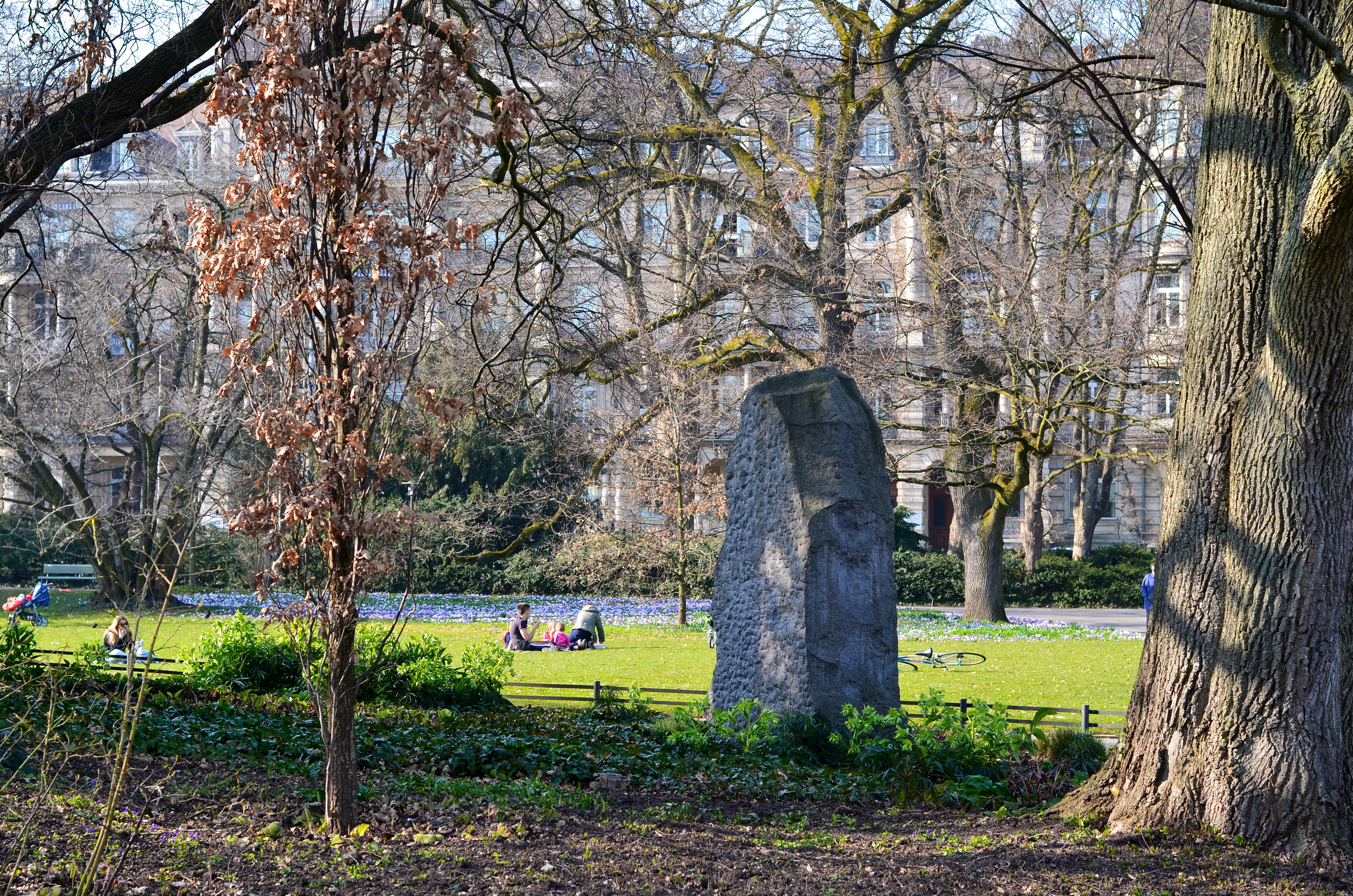
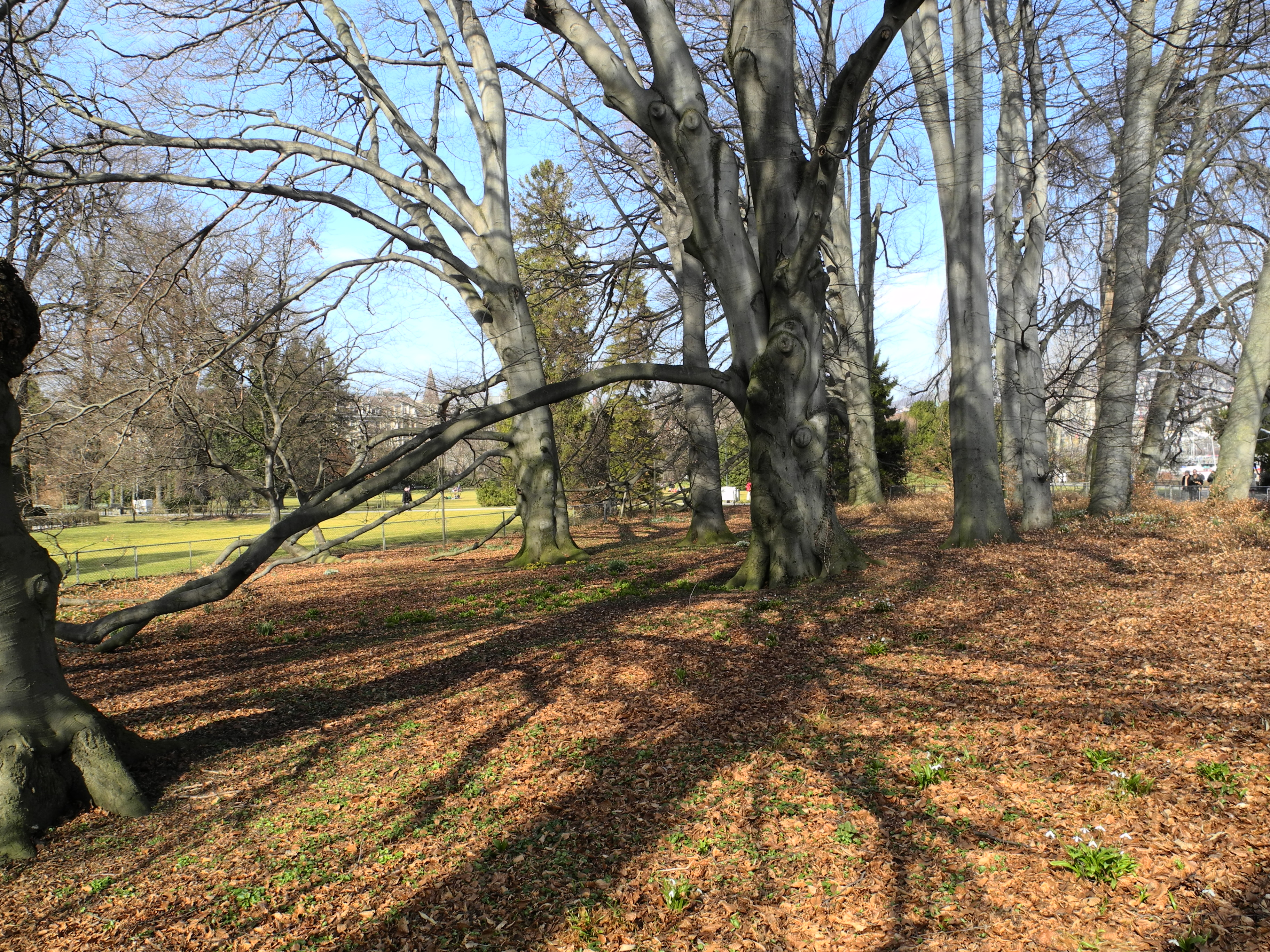
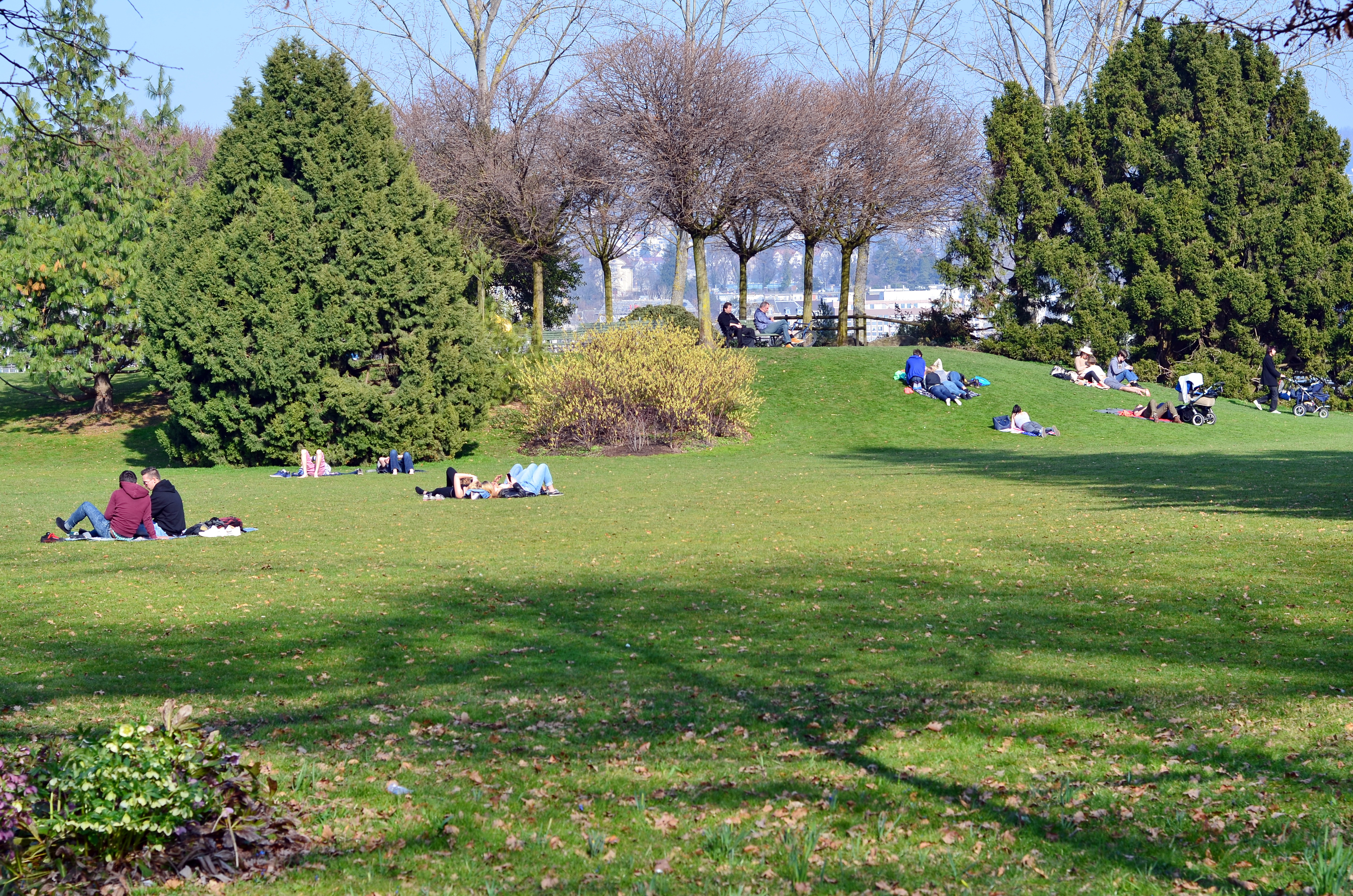
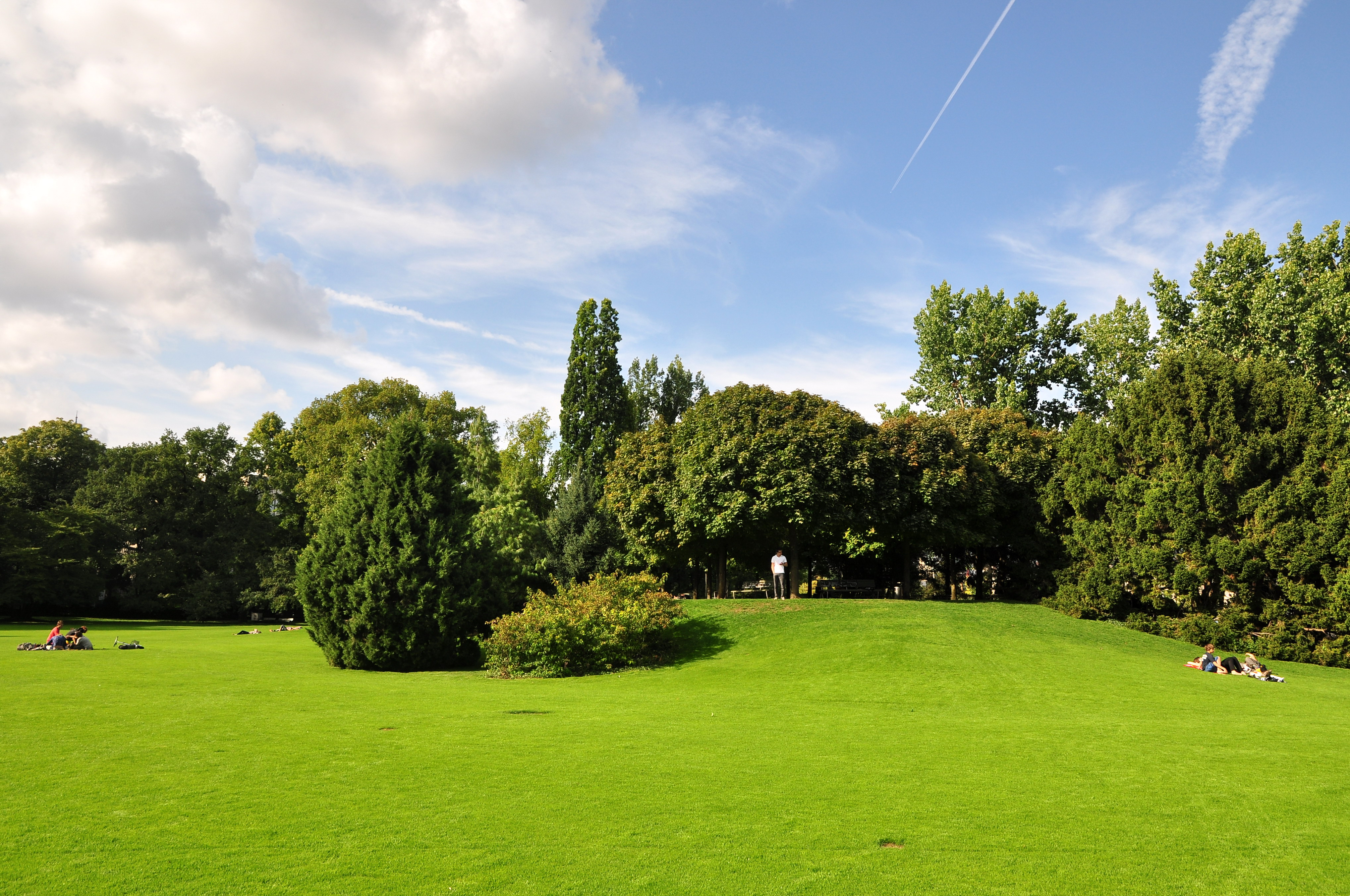

### 나무 컬렉션의 명소
눈에 띄는 단생 식물은 덴마크 조각가 에이나르 웃손 프랑크가 앙리 귀장 장군을 향한 아프로디테 조각상 (1921)에 있는 아쿠미나타 목련이다. 이 나무는 각각 미국 뉴욕과 조지아주 사이의 동부 해안에서 수입되었으며, 늦은 봄부터 초여름까지 청회색 꽃을 피우고 초가을 과일에서는 분홍색으로, 나중에는 짙은 붉은 오이로 변했다. 땅에 닿을 정도로 강한 가지가 있어 아이들에게 인기 있는 등반 나무가 될 뻔했다. 또한 중국 그룹은 세로티나 벚나무와 참죽나무로 대표된다. 참죽나무는 중국 북부와 서부가 원산지인 삼나무이다.
엥게 야외 풀장에는 나뭇가지가 땅에 계단식으로 뻗어 있는 인상적인 너도밤나무 그룹이 있다. 나무 그룹 내부에는 강력한 녹색 잎이 달린 나무도 있지만, 보라색 유럽너도밤나무도 있다. 자주루드베키아와 외부 끝은 좁은 잎이 있는 너도밤나무를 형성한다. 나무가 만개한 여름에는 나무 대성당을 형성하고, 그 그림자 속에서 진정되는 시원함과 부드러운 황혼이 지배한다. 2006년 이후로 그룹의 중간에 열린 틈이 있기 때문에 중앙의 너도밤나무가 불행히도 절단되어야 했다. 내구성이 있는 너도밤나무의 죽음은 인공 호숫가 바닥에서 발생하는 열악한 토양 조건의 결과이기도 하다. 조금만 더 가면 나무 접목의 아름다운 예가 있다. 미국물푸레나무나 더 느린 성장 표면을 기반으로 하는 접목이므로 교차점의 변형률이 거의 매끄럽게 더 두껍다.
동쪽 언덕 부분의 호숫가 쪽은 정원 건축가에 의해 열린 마음의 빙퇴석과 산 식물의 집합인 고산정원을 의미하지만, 몇 년 후 19세기의 ‘정원 패션’의 하나로 버려졌다. 유지 관리가 많은 다년생 식물은 공원 유지 관리 작업자가 관리하기 훨씬 쉽기 때문에 꽃 관목으로 대체되었다. 1988년 이후 고산정원은 다시 꽃을 피우지만, 산 식물은 남서쪽의 가장 햇볕이 잘 드는 곳에서만 발견되며, 인근 수쿨렌텐잠룽 지역에서 돌나물과 꿩의비름속을 포함하여 다소 튼튼한 다년생 꽃이 퓐다. 호숫가의 원래 암석은 관찰자의 눈을 멀리 알프스까지 이끌도록 의도되었다. 알파인 파노라마를 보여주는 정보 게시판은 취리히 시민의 교육과 교화 개념을 마무리하기 위해 취리히에서 처음으로 설치되었을 것으로 추정된다. 언덕의 증가된 공원 벤치 주변에는 거의 전체가 어두운 피노피타스로 구성된 나무 그룹이 배열되어 있다. 정원 건축가는 처음에는 작은 잎을 가진 밝은 수종을 심고 검은 잎이 있는 수종으로 매끄럽게 심고 마지막으로 상록수 종에 대한 원근감에서 엥게 부두 쪽으로 수목원을 빠져나와 관점을 확장하려 했다. 로타르의 파괴 이후 1999년 12월 폭풍우로 인해 이 나무 그룹은 1898년의 첫 번째 나무 목록을 기반으로 전체적으로 교체되어야 했다. 그룹의 전체 재생은 모든 나무가 동일한 시작 조건과 수십 년 안에 번성할 수 있는 충분한 빛을 갖는다는 이점이 있었다. 수목원 고유의 특성을 보장한다.

## 새장과 새 요양소

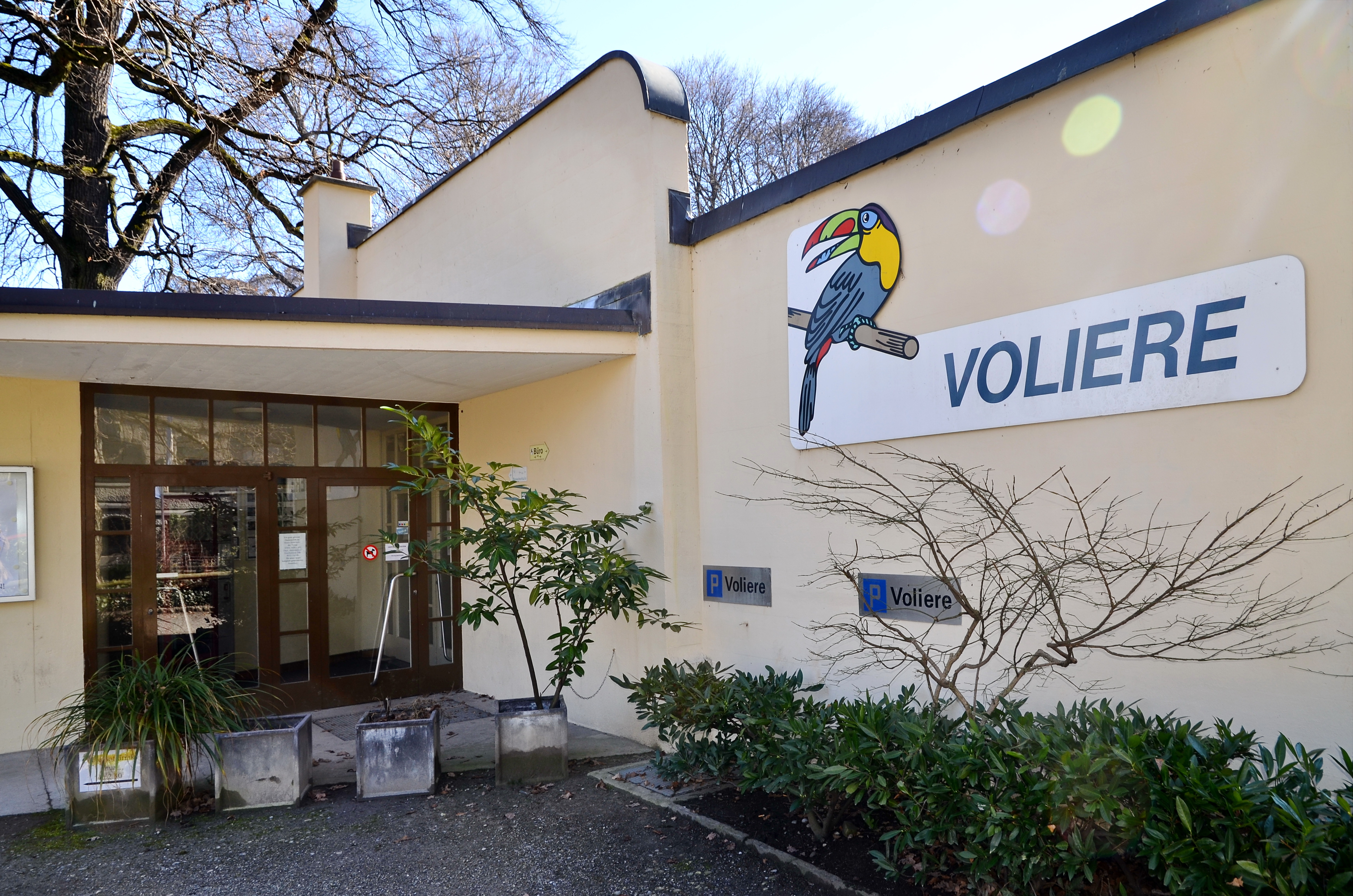
미텐콰이 쪽으로 본 볼리에 취리히

수목원에는 작은 새장과 소위 조류 보호소(Vogelpflegestation)가 있다. 야생 조류를 위한 독특한 동물 병원을 의미한다. 부상당하고 아픈 야생 조류와 둥지에서 떨어진 어린 새를 위한 스위스에서 가장 중요한 응급실이라고 한다. 1902년에 설립된 이곳은 조류 구조와 대중 홍보에 중점을 두고 있어 토종 조류와 외래 조류에 대한 독특한 역량 센터가 등장했다. 재단은 약 700명의 회원들의 기부금과 기부금, 개인 및 권위 있는 재단의 기부금으로 운영된다. 조류 관리소는 스위스 국경을 훨씬 뛰어넘는 명성을 가지고 있다. 관광객, 특히 조류학자에게는 이국적인 조류의 독특한 포트폴리오로 인해 매우 매력적인 매력 포인트이다. 그러나 마을 사람들 자신도 새장의 휠체어 방문자 홀을 사용하여 새의 세계에 대한 지식을 넓힐 수 있다. 새의 세계에는 33종 111종의 외래종이 있다. 매년 많은 관광객을 포함하여 약 45,000명의 방문객이 자연적으로 설계된 8개의 여관 산책로와 3개의 풍경 같은 야외 인클로저에서 스위스의 가장 희귀한 조류 종의 일부에 대한 무료 정보를 얻을 수 있다.

## 제바트 엥게

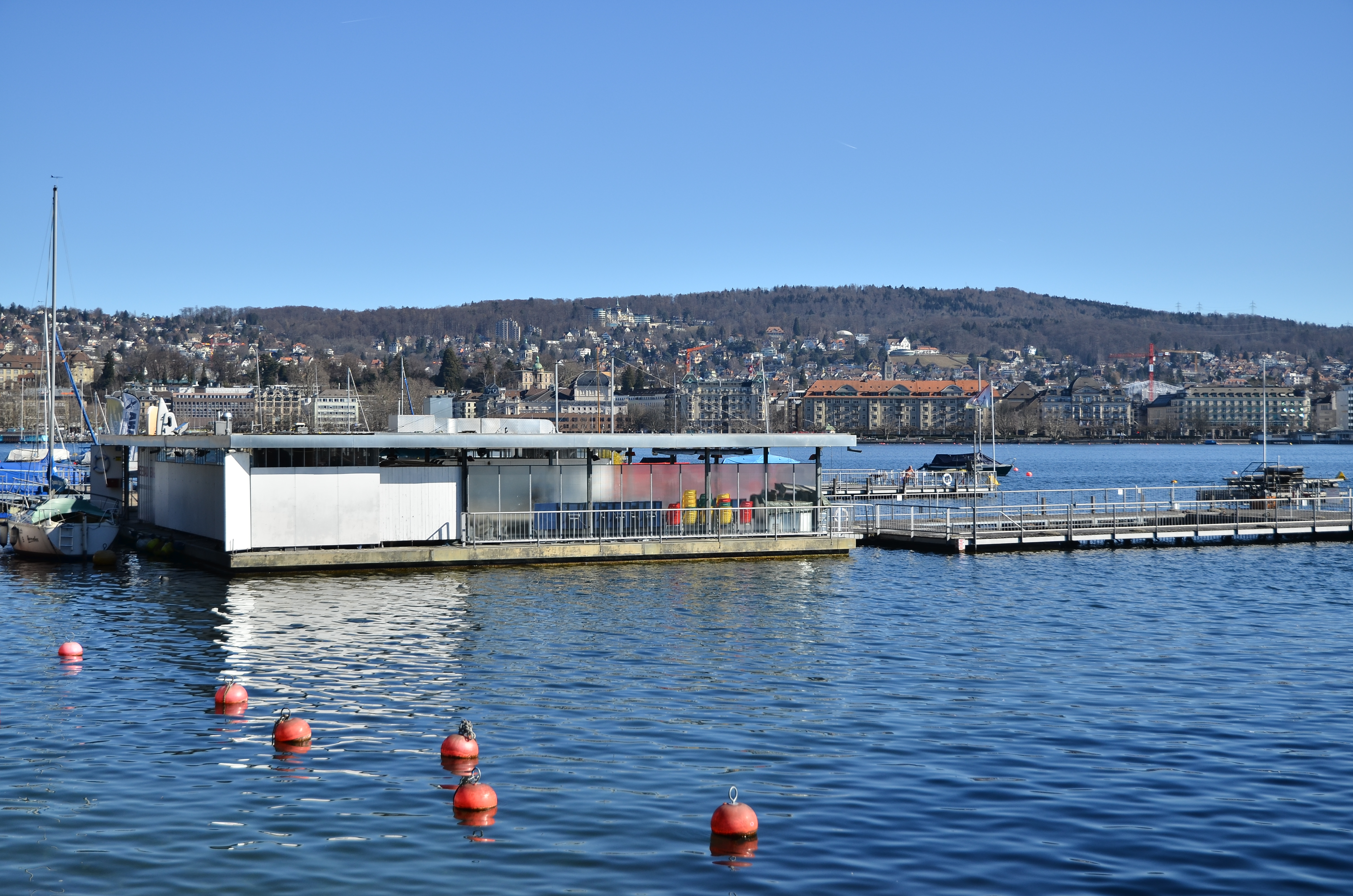
엥게 리도, 배경으로 아들리스베르크가 보임

수목원의 야외풀장(리도)도 매우 인기 있는 대중목욕탕이며, 수영을 하는 엥게 야외풀장(Seebad Enge)도 있으며 겨울철에는 독특한 취리히제 호숫가 사우나이기도 하다. 수영 풀장은 호수에 고정된 건물 구조로 구성된다. 로베르트 란돌트가 구상한 이 2개의 입욕 단지는 1959/60년에 지어졌으며, 1999년부터 개인소유로 넘어갔고, 2003/04년에 설치된 개방형 호숫가 사우나와 요리법을 제공한다.

## 아르놀트 뷔르클리 기념관

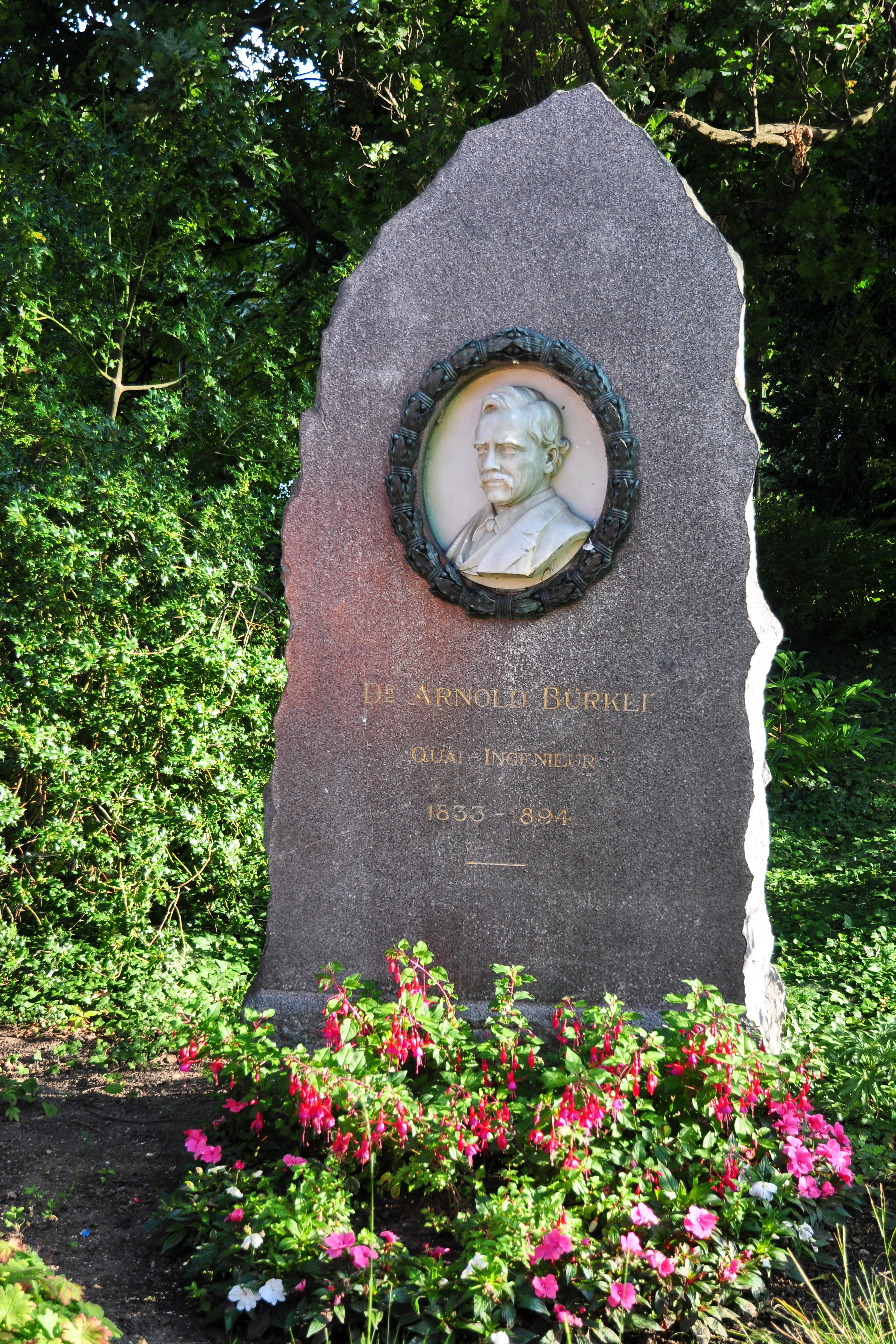
아르놀트 뷔르클리 기념관

약 3m 높이의 호숫가 언덕 기슭에 있는 아르놀트 뷔르클리 기념관은 새로운 부두의 원동력이 된 지칠 줄 모르는 창조적인 엔지니어를 기린다. 이 단순한 기념물은 1899년 그가 사망한 지 5년 후인 뷔르클리가 수목원에서 가장 좋아했던 장소에서, 또는 조각가 리처드 키슬링이 ‘창작하는 도중에’라는 말에 의해 건립되었다.

## 국가중요문화재
취리히 수목원은 스위스 국가 및 지역 중요 문화재 목록에 국가 중요 A등급 대상으로 등재되어 있다.